# Natação no Campeonato Mundial de Esportes Aquáticos de 2024 - 4x200 m livre masculino

A prova do revezamento 4x200 m livre masculino da natação no Campeonato Mundial de Esportes Aquáticos de 2024 foi realizada no dia 16 de fevereiro de 2024 em Doha, no Catar.

## Formato da competição
A competição consiste em duas rodadas: eliminatórias e final. As equipes com os 8 melhores tempos nas eliminatórias avançam a final. Desempates (swim-offs) são utilizados conforme necessário para quebrar os empates de avanço a próxima rodada.

## Cronograma
Todos os horários estão na hora local (UTC+3).
| Data            | Hora  | Evento        |
| --------------- | ----- | ------------- |
| 16 de fevereiro | 10:49 | Eliminatórias |
| 16 de fevereiro | 20:33 | Final         |

## Recordes
Antes desta competição, os recordes mundiais e do campeonato nesta prova eram os seguintes:
| Tipo                  | Atleta         | Tempo     | Local | Data                |
| --------------------- | -------------- | --------- | ----- | ------------------- |
|                       | Estados Unidos | 6m 58s 55 | Roma  | 31 de julho de 2009 |
| Recorde do campeonato | Estados Unidos | 6m 58s 55 | Roma  | 31 de julho de 2009 |

## Medalhistas
| Ouro                                                         | Prata                                                                          | Bronze                                                                                          |
| China · Ji Xinjie · Wang Haoyu · Pan Zhanle · Zhang Zhanshuo | Coreia do Sul Yang Jae-hoon Kim Woo-min Lee Ho-joon Hwang Sun-woo Lee Yoo-yeon | Estados Unidos · Luke Hobson · Carson Foster · Hunter Armstrong · David Johnston · Shaine Casas |

## Resultados

### Eliminatórias
Esses foram os resultados das eliminatórias. A prova foi realizada no dia 16 de fevereiro com início às 10:49.
| Pos. | Bateria | Raia | Nacionalidade  | Nadadores | Tempo   | Notas            |
| ---- | ------- | ---- | -------------- | --- | ------- | ---------------- |
| 1    | 1       | 5    | China          | Ji Xinjie (1:46.68) Zhang Zhanshuo (1:46.93) Wang Haoyu (1:47.10) Pan Zhanle (1:46.22)                                          | 7:06.93 | Q                |
| 2    | 2       | 5    | Coreia do Sul  | Lee Ho-joon (1:47.60) Lee Yoo-yeon (1:47.13) Kim Woo-min (1:46.56) Hwang Sun-woo (1:46.32)                                      | 7:07.61 | Q                |
| 3    | 2       | 3    | Itália         | Alessandro Ragaini (1:47.63) Stefano Di Cola (1:47.15) Marco De Tullio (1:47.66) Filippo Megli (1:46.04)                        | 7:08.48 | Q                |
| 4    | 2       | 8    | Grécia         | Dimitrios Markos (1:47.26) Konstantinos Englezakis (1:47.14) Konstantinos Stamou (1:47.32) Andreas Vazaios (1:48.18)            | 7:09.90 | Q ,              |
| 5    | 1       | 7    | Lituânia       | Danas Rapšys (1:45.78) Tomas Navikonis (1:47.38) Tomas Lukminas (1:48.07) Rokas Jazdauskas (1:48.74)                            | 7:09.97 | Q,               |
| 6    | 2       | 4    | Grã-Bretanha   | Matt Richards (1:47.46) Jack McMillan (1:47.83) Max Litchfield (1:46.88) Joe Litchfield (1:47.98)                               | 7:10.15 | Q                |
| 7    | 1       | 6    | Espanha        | Luis Domínguez (1:47.02) César Castro (1:46.06) Sergio de Celis (1:48.27) Carlos Quijada (1:49.28)                              | 7:10.63 | Q,               |
| 8    | 1       | 4    | Estados Unidos | Luke Hobson (1:46.86) Hunter Armstrong (1:46.81) David Johnston (1:48.16) Shaine Casas (1:48.87)                                | 7:10.70 | Q                |
| 9    | 1       | 3    | Brasil         | Fernando Scheffer (1:49.05) Guilherme Costa (1:47.17) Eduardo Moraes (1:48.37) Breno Correia (1:47.20)                          | 7:11.79 |                  |
| 10   | 2       | 6    | Canadá         | Finlay Knox (1:48.17) Javier Acevedo (1:47.78) Blake Tierney (1:49.51) Lorne Wigginton (1:47.83)                                | 7:13.29 |                  |
| 11   | 1       | 2    | Polónia        | Kamil Sieradzki (1:48.07) Mateusz Chowaniec (1:48.48) Mikołaj Filipiak (1:50.90) Christian Sztolcman (1:47.53)                  | 7:14.98 |                  |
| 12   | 2       | 7    | México         | Jorge Iga (1:47.69) Andrés Dupont (1:47.08) Héctor Ruvalcaba (1:49.75) Dylan Porges (1:51.24)                                   | 7:15.76 | Recorde nacional |
| 13   | 1       | 1    | Bulgária       | Petar Mitsin (1:48.04) Kaloyan Bratanov (1:50.43) Kaloyan Levterov (1:51.69) Yordan Yanchev (1:50.90)                           | 7:21.06 |                  |
| 14   | 2       | 1    | Tailândia      | Dulyawat Kaewsriyong (1:54.25) Ratthawit Thammananthachote (1:51.45) Navaphat Wongcharoen (1:54.13) Tonnam Kanteemool (1:52.09) | 7:31.92 |                  |
| 15   | 2       | 2    | Vietname       | Trần Hưng Nguyên (1:53.99) Nguyễn Quang Thuấn (1:52.97) Ngô Đình Chuyền (1:53.28) Nguyễn Huy Hoàng (1:51.98)                    | 7:32.22 |                  |

### Final
A final foi realizada em 16 de fevereiro às 20:33.
| Pos.              | Raia | Nacionalidade  | Nadadores | Tempo   | Notas            |
| ----------------- | ---- | -------------- | --- | ------- | ---------------- |
| Medalha de ouro   | 4    | China          | Ji Xinjie (1:46.45) Wang Haoyu (1:45.69) Pan Zhanle (1:43.90) Zhang Zhanshuo (1:45.80)                               | 7:01.84 | Recorde nacional |
| Medalha de prata  | 5    | Coreia do Sul  | Yang Jae-hoon (1:47.78) Kim Woo-min (1:44.93) Lee Ho-joon (1:45.47) Hwang Sun-woo (1:43.76)                          | 7:01.94 |                  |
| Medalha de bronze | 8    | Estados Unidos | Luke Hobson (1:45.26) Carson Foster (1:43.94) Hunter Armstrong (1:45.73) David Johnston (1:47.15)                    | 7:02.08 |                  |
| 4                 | 7    | Grã-Bretanha   | Matt Richards (1:46.22) Max Litchfield (1:46.89) Jack McMillan (1:46.39) Duncan Scott (1:45.59)                      | 7:05.09 |                  |
| 5                 | 3    | Itália         | Filippo Megli (1:46.82) Alessandro Ragaini (1:46.76) Matteo Ciampi (1:46.09) Stefano Di Cola (1:47.33)               | 7:07.00 |                  |
| 6                 | 6    | Grécia         | Dimitrios Markos (1:46.74) Konstantinos Englezakis (1:47.65) Konstantinos Stamou (1:48.02) Andreas Vazaios (1:46.69) | 7:09.10 | Recorde nacional |
| 7                 | 2    | Lituânia       | Danas Rapšys (1:46.37) Tomas Navikonis (1:47.86) Tomas Lukminas (1:48.13) Rokas Jazdauskas (1:49.21)                 | 7:11.57 |                  |
| 8                 | 1    | Espanha        | César Castro (1:47.01) Luis Domínguez (1:47.27) Sergio de Celis (1:48.30) Mario Mollà (1:49.07)                      | 7:11.65 |                  |

Legenda
| Recorde mundial       | Recorde mundial (World record)               |                       | Recorde africano                      | Recorde africano (African) |                                           | Q | Classificado por posição (Qualified) |
| Recorde do campeonato | Recorde do campeonato (Championship record)  | Recorde da América    | Recorde da América (Americas)         | q                          | Classificado por melhor tempo (Qualified) |   |                                      |
| Melhor marca do ano   | Melhor marca do ano (World leading)          | Recorde asiático      | Recorde asiático (Asian)              | DNS                        | Não largou (Did not start)                |   |                                      |
| Recorde nacional      | Recorde nacional (National record)           | Recorde europeu       | Recorde europeu (European)            | DNF                        | Não terminou (Did not finish)             |   |                                      |
| Recorde pessoal       | Recorde pessoal do atleta (Personal best)    | Recorde da Oceania    | Recorde da Oceania (Oceania)          | DSQ / DQ                   | Desclassificado (Disqualified)            |   |                                      |
| Recorde da temporada  | Recorde da temporada do atleta (Season best) | Recorde sul-americano | Recorde sul-americano (South America) | NM                         | Sem marca (No mark)                       |   |                                      |